# 布洛迪鋼盔

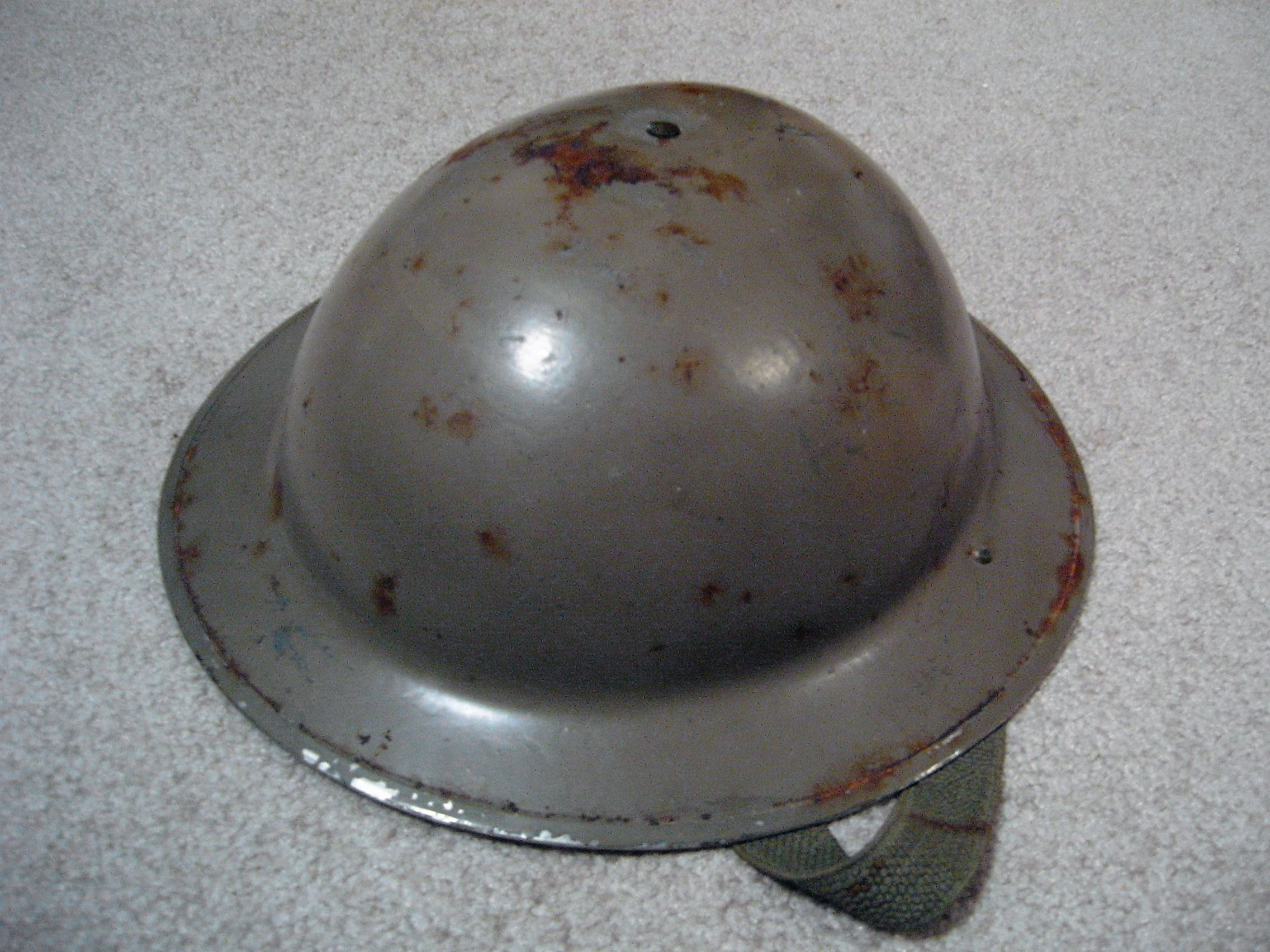
一頂英軍布洛迪鋼盔

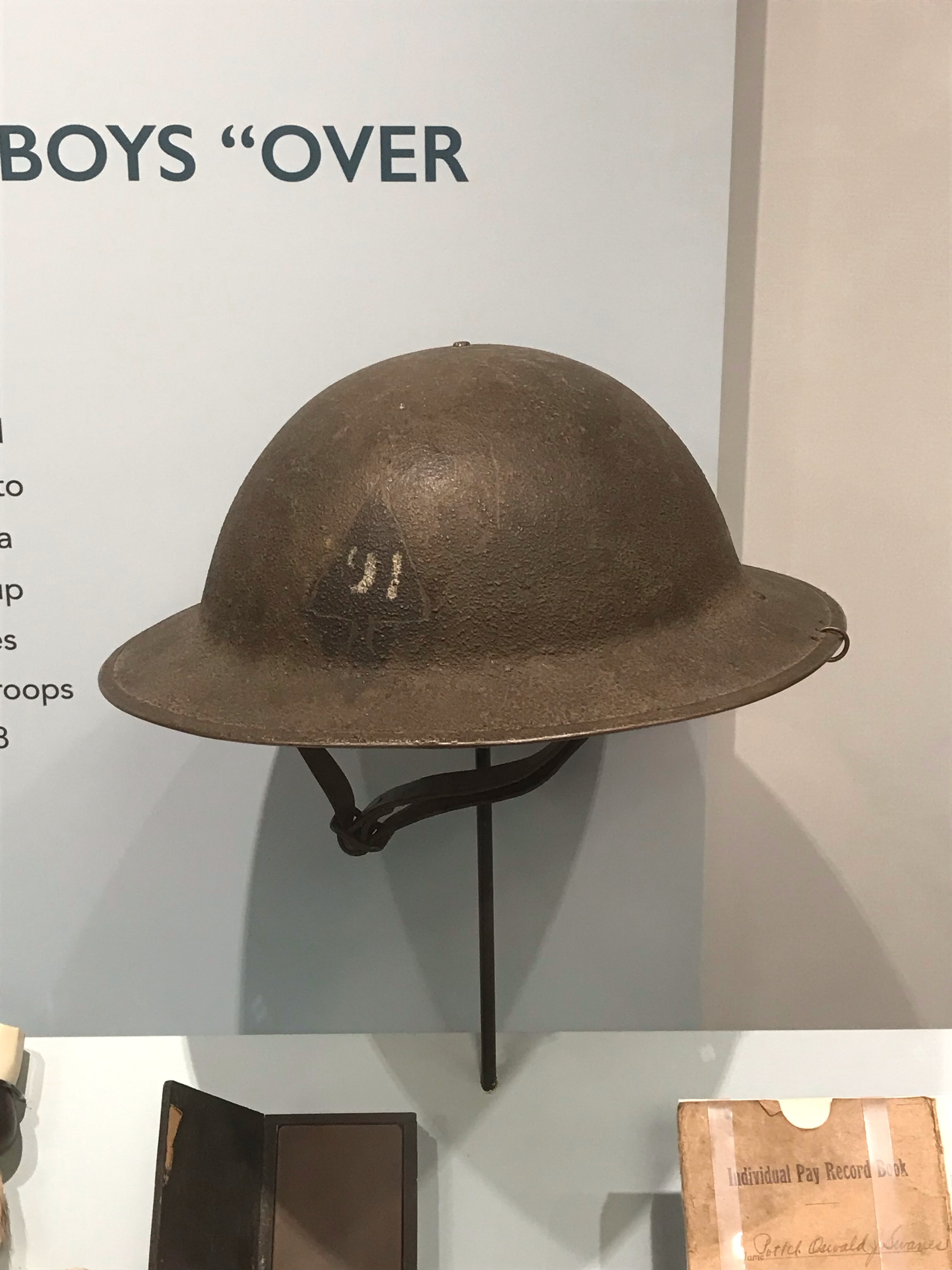
一頂M1917布洛迪鋼盔，1918年法國

布洛迪鋼盔（Brodie helmet）和其鋼鐵戰鬥頭盔的設計和專利，由約翰·利奧波德·布羅迪在1915年的英國倫敦設計。它是一種鋼盔，此鋼盔也有在英軍和二戰前的美軍使用。它常俗稱為彈片頭盔、湯米頭盔或錫帽在美國還稱麵團小子盔（麵團小子為一戰時美軍的外號）。在二戰期間澳大利亞人有時叫它作恐慌帽子。它也稱為炊事帽，錫鍋帽，洗臉盆，戰鬥禮帽（當軍官穿戴時）和凱利頭盔。美國版的M1由1916年的英國Mk 1鋼盔複製。德國軍隊稱它為Salatschale（沙拉碗）。此外，布洛迪的名字還經常為人所誤用。

## 背景
當第一次世界大戰爆發時，沒有參戰國為自己的部隊配置鋼盔。絕大部分的士兵只戴著由布料、羊毛及皮革製成的帽子，面對現代武器時提供不了防護作用。
其中一個例外便是德國的釘盔。雖然和其他軍隊在1914年使用的頭盔一樣大部分是由皮革製的，但它內含了相當數量的鋼製插片。能提供一些頭部保護。這包括了頂部的尖釘，原本設計是用來阻止敵人軍刀的攻擊。
現代火炮在頭部造成的致命傷給法軍帶來了巨大的傷亡，這促使他們於1915年夏天引入了第一款現代鋼盔。第一個法軍鋼盔是碗狀的鋼製「頭骨帽」，佩戴在布帽底下（如一個鋼碗倒扣在腦袋上）。這些簡陋的頭盔很快就被由古斯特-路易·阿德里安（August-Louis Adrian）所設計的1915年式亞德里安頭盔給取代。這一設計理念在之後被大多數參戰國所採用。

## 使用國家
- 英屬緬甸
- 英屬香港
- 英属印度
- 比利时
- 自由法國
- 印度
- 以色列
- 巴基斯坦
- 新西兰
- 南非
- 中華民國
- 中华人民共和国
- 菲律賓
- 葡萄牙
- 英国
- 美国